# عسلة تتارية
عسلة تتارية (الاسم العلمي:Lonicera tatarica) هي نوع من النباتات يتبع جنس العسلة من الفصيلة المعزية الورق.